# 7250 Kinoshita
A 7250 Kinoshita (ideiglenes jelöléssel 1992 SG1) a Naprendszer kisbolygóövében található aszteroida. Endate Kin,  Vatanabe Kazuró fedezte fel 1992. szeptember 23-án.